# Affaire de la crèche Baby Loup
« Baby Loup » redirige ici. Pour l’article homophone, voir Babilou.
La crèche Baby Loup est un établissement associatif privé ouvert à Chanteloup-les-Vignes en 1991, qui est surtout connu pour avoir été le théâtre d'affrontements judiciaires à la suite du licenciement, en 2008, d'une salariée de la crèche au motif qu'elle portait un foulard islamique, alors que le règlement intérieur de l'association imposait le respect des principes de laïcité et de neutralité à son personnel.
Déclarant subir des « pressions », la crèche décide de fermer le 31 décembre 2013. Elle rouvre dans la ville voisine de Conflans-Sainte-Honorine en mars 2014,.

## Fondation de la crèche Baby Loup
La crèche est fondée en 1991 par un collectif de femmes de Chanteloup-les-Vignes. Sa directrice est Natalia Baleato, née au Chili et réfugiée en France à la suite du coup d'État du général Pinochet en 1973. Baby Loup propose un service de crèche à des personnes travaillant à des horaires décalés. En 2002, Baby Loup devient en effet la seule crèche française ouverte 24 heures sur 24 tous les jours de la semaine.
L'idée des fondatrices était également d'ouvrir une activité professionnelle aux femmes du quartier, en les embauchant et en leur proposant une formation rémunérée aux métiers de la petite enfance, tout en offrant aux offrant également un service aux familles pour concilier vie familiale et vie professionnelle.
La crèche Baby Loup est sans rapport avec les crèches d'entreprises et de collectivités Babilou.

## Licenciement d'une salariée pour port de voile

### Les faits
Fatima Afif est employée à partir de 1992 par la crèche Baby Loup en qualité d'éducatrice de jeunes enfants exerçant les fonctions de directrice adjointe. Fatima Afif porte alors le foulard. L'association affirme qu'une règle de neutralité interdisant le port du voile existait dans ses règlements intérieurs dès 1990 et que Fatima Afif la connaissait et la respectait avant 2003. Fatima Afif argüait que la crèche tolérait le port du voile avant 2003. Elle bénéficie en mai 2003 d’un congé maternité suivi d’un congé parental jusqu’au 8 décembre 2008. Au cours de cette période de congé, Fatima Afif est informée par la directrice de la crèche qu'elle ne pourra plus revenir travailler avec le foulard qu'elle a l'habitude de porter. À son retour de congé, le 9 décembre 2008, Fatima Afif se présente dans les locaux de l'association vêtue d'un « voile islamique intégral », selon les termes utilisés par son employeur. Elle est alors invitée à « se changer ». Ayant décliné l'invitation, Fatima Afif est convoquée à un entretien préalable à son licenciement et est immédiatement mise à pied à titre conservatoire. Malgré le prononcé de cette mise à pied, Fatima Afif se présente à plusieurs reprises dans les locaux de l'association. Son employeur prétend que Fatima Afif fait alors preuve d'agressivité à l'égard de la directrice de la crèche notamment. Le 19 décembre 2008, Fatima Afif se voit notifier son licenciement pour faute grave. Son employeur lui reproche son insubordination et la violation de ses obligations résultant du règlement intérieur de l'association qui impose les principes de laïcité et de neutralité à son personnel.
S'estimant victime d'une discrimination au regard de ses convictions religieuses, Mme Afif saisit le conseil des prud'hommes de Mantes-la-Jolie, le 9 février 2009, en nullité de son licenciement et réclame 80 000 euros. Dans le même temps, elle saisit la Haute Autorité de lutte contre les discriminations et pour l'égalité (Halde) alors présidée par Louis Schweitzer.

### Halde: condamnation pour discrimination
En mars 2010, la Haute Autorité de lutte contre les discriminations et pour l'égalité (Halde) condamne la crèche pour discrimination.
En avril 2010, Jeannette Bougrab est nommée nouvelle présidente de la Halde. Le 11 octobre 2010, celle-ci voulant défendre la laïcité, obtient de la Haute Autorité que soit réexaminé le dossier de la crèche Baby Loup. Le 2 novembre 2010, le service juridique de la Halde confirme sa précédente analyse : le licenciement est illégal.

### Conseil de prud'hommes: déboute la salariée de sa demande
Le 8 novembre 2010, Jeannette Bougrab, présidente de la Halde (quelques semaines avant de devoir en démissionner) intervient aux prud'hommes et soutient la crèche dans sa décision, contredisant le précédent avis juridique de l'Autorité dont elle est pourtant la présidente.
Le 13 décembre 2010, le conseil de prud'hommes de Mantes-la-Jolie (Yvelines) donne raison à la directrice de la crèche estimant que Fatima Afif, la salariée licenciée, a fait preuve « d'insubordination caractérisée et répétée ».

### Cour d'appel de Versailles: confirmation du jugement de première instance
Le 27 octobre 2011, la Cour d'appel de Versailles confirme la décision précédente.

### Chambre sociale de la Cour de cassation: cassation et annulation de l'arrêt de la Cour d'Appel de Versailles
Le 19 mars 2013, la Cour de cassation casse et annule l'arrêt de la Cour d'appel de Versailles et renvoie les parties devant la cour d'appel de Paris.
La Cour de cassation estime que « le principe de laïcité instauré par l'article 1er de la Constitution n'est pas applicable aux salariés des employeurs de droit privé qui ne gèrent pas un service public. [Ce principe] ne peut dès lors être invoqué pour priver [les salariés] de la protection que leur assurent les dispositions du code du travail. » La clause du règlement intérieur imposant le respect du principe de laïcité et de neutralité n'étant, selon la cour, ni justifiée, ni proportionnée, l'employeur ne pouvait pas s'en prévaloir pour licencier sa salariée. La Cour de cassation conclut en considérant que le licenciement de la salariée est « discriminatoire » et donc « nul ».
D'après le président du Haut Conseil à l'intégration, cela a pour conséquence de casser la neutralité religieuse que s'imposaient tous les salariés. L'Observatoire de la laïcité rend un avis plus nuancé et plus juridique le 15 octobre 2013.
Les réactions du monde politique sont immédiates.

### Cour d'appel de Paris: confirmation du jugement de première instance
La Cour d'appel de Paris dans son arrêt du 27 novembre 2013 confirme le jugement du conseil de prud'hommes de Mantes-la-Jolie,. Pour justifier sa décision, la cour d'appel de Paris forge le concept nouveau d'« entreprise de conviction » (distinct du concept plus ancien d'entreprise de tendance). Considérant en premier lieu que l'association Baby Loup a « au terme de ses statuts, [...] pour objectif de développer une action orientée vers la petite enfance en milieu défavorisé et d’œuvrer pour l’insertion sociale et professionnelle des femmes sans distinction d’opinion politique et confessionnelle », en deuxième lieu que « de telles missions sont d'intérêt général », et en troisième lieu qu’« au regard tant de la nécessité [...] de protéger la liberté de pensée, de conscience et de religion à construire pour chaque enfant, que de celle de respecter la pluralité des options religieuses des femmes au profit desquelles est mise en œuvre une insertion sociale et professionnelle aux métiers de la petite enfance, dans un environnement multiconfessionnel, ces missions peuvent être accomplies par une entreprise soucieuse d’imposer à son personnel un principe de neutralité pour transcender le multiculturalisme des personnes auxquelles elle s’adresse », la cour d'appel estime que la crèche Baby Loup peut être qualifiée d'« entreprise de conviction » ce qui l'autorise à « exiger la neutralité de ses employés ».

### Assemblée plénière de la Cour de cassation: rejet du pourvoi formé par la salariée
Le 16 juin 2014, le dossier est examiné en urgence devant l'assemblée plénière de la Cour de cassation. Le procureur général près la Cour de Cassation conclut au rejet du pourvoi.
Dans son arrêt du 25 juin 2014, la Cour de cassation rejette le pourvoi formé par la salariée. Adoptant le même raisonnement que celui développé dans l'avis de l'Observatoire de la laïcité du 15 octobre 2013, elle désapprouve le raisonnement de la Cour d'appel de Paris en tant que cette dernière qualifie la crèche Baby Loup d'« entreprise de conviction » . Elle estime en revanche que « la cour d'appel a pu déduire [de l'énoncé des dispositions du règlement intérieur de la crèche], appréciant de manière concrète les conditions de fonctionnement d'une association de dimension réduite, employant seulement dix-huit salariés, qui étaient ou pouvaient être en relation directe avec les enfants et leurs parents, que la restriction à la liberté de manifester sa religion édictée par le règlement intérieur ne présentait pas un caractère général, mais était suffisamment précise, justifiée par la nature des tâches accomplies par les salariés de l'association et proportionnée au but recherché ». La Cour de cassation considère donc que la Cour d'appel « a pu retenir que le licenciement pour faute grave de [la salariée] était justifié par son refus d'accéder aux demandes licites de son employeur de s'abstenir de porter son voile et par [s]es insubordinations répétées et caractérisées ».
Faisant suite à quatre décisions de justice relatives à la même affaire, cet arrêt de l'Assemblée plénière de la Cour de cassation signe la fin du parcours judiciaire de l'affaire Baby Loup devant les juridictions françaises, en rejetant la demande de la salariée. Puisqu'il ne demeure aucune voie de recours en droit interne, le licenciement de la salariée est considéré comme régulier.
La salariée a manifesté son intention de saisir la Cour européenne des droits de l'homme (CEDH),,,, ce qu'elle renonce par la suite à faire.

### Comité des droits de l'homme de l'ONU
N'ayant pas exercé de recours auprès de la Cour européenne des droits de l'homme (CEDH), les avocats Claire Waquet et Michel Henry de l'ancienne salariée ont saisi le Comité des droits de l'homme (CDH) de l'Organisation des Nations unies auprès duquel ils ont déposé une requête le 18 juin 2015. Le 10 août 2018, le CDH rend un avis — non contraignant — estimant que le licenciement de Fatima Afif constituait « une discrimination en raison des convictions religieuses »,. Le comité estime les décisions de la justice française en contradiction avec les articles 18 et 26 du pacte international relatif aux droits civils et politiques. Il explique que « la restriction établie par le règlement intérieur de la crèche et sa mise en œuvre constituent une restriction portant atteinte à la liberté de religion de l’auteure en violation de l’article 18 du pacte  ». Le motif du licenciement, pour «  faute grave  », est également critiqué, car empêchant toute indemnité de licenciement et étant décrit comme «  particulièrement stigmatisant ». Le groupe d’experts conclut que ce licenciement et l’obligation de « neutralité » du personnel constituent une « discrimination inter-sectionnelle basée sur le genre et la religion  ». Le Comité de l’ONU ne remet pas en cause la faculté pour une entreprise d’imposer une neutralité religieuse à ses salariés, dès lors que l’activité le justifie et que les modalités d’application de cette mesure sont proportionnées, mais il estime que « le port d’un foulard ne saurait en soi être considéré comme constitutif d’un acte de prosélytisme » et que la restriction imposée par la crèche Baby-Loup « n’est donc pas une mesure proportionnée à l’objectif recherché ». Le CDH souligne que la justice française n’a pas démontré dans cette affaire en quoi « le port d’un foulard par une éducatrice de la crèche porterait une atteinte aux libertés et droits fondamentaux des enfants et des parents la fréquentant ».
Dans ses constatations, le Comité somme la France de rendre publiques ces constatations et de proposer une indemnisation à la plaignante sous 180 jours et l'invite à prendre « toutes les mesures nécessaires pour prévenir des violations similaires à l’avenir »,. Pour Richard Malka, avocat de la crèche, « dire que la France a été condamnée, c’est de la désinformation ».
En septembre 2018, le président de la Cour de cassation, qui avait validé ce licenciement en 2014, Bertrand Louvel déclare aux magistrats du siège et du parquet que « [le CDH] a constaté que notre assemblée plénière elle-même avait méconnu des droits fondamentaux reconnus par le Pacte international des droits civils et politiques dans l’affaire connue sous le nom de Baby Loup. (...) Même si cette constatation n’a pas, en droit, de force contraignante, l’autorité qui s’y attache de fait constitue un facteur nouveau de déstabilisation de la jurisprudence qui vient perturber, aux yeux des juges du fond, le rôle unificateur de notre Cour, qui plus est au niveau le plus élevé de son assemblée plénière », annonçant de fait une vigilance sur les équilibres à respecter entre les diverses interprétations des juridictions supra-nationales dans le cadre de la jurisprudence future.

## Conséquences

### Réactions antérieures à l'arrêt du 19 mars 2013 de la chambre sociale de la Cour de cassation
- Le 25 octobre 2011, Françoise Laborde, sénatrice, et plusieurs de ses collègues dépose au Sénat une proposition de loi visant à étendre l'obligation de neutralité aux structures privées responsables de la petite enfance et à assurer le respect du principe de laïcité[31].
- Le 16 janvier 2013, le député Roger-Gérard Schwartzenberg, président du groupe Radical, républicain, démocrate et progressiste à l'Assemblée nationale, et plusieurs de ses collègues déposent une proposition de loi allant dans le même sens[32].

### Réactions à l'arrêt du 19 mars 2013 de la chambre sociale de la Cour de cassation

#### Réactions politiques
- Le 26 mars 2013, le ministre de l'Intérieur, Manuel Valls dénonce à la tribune de l'Assemblée nationale une atteinte à la laïcité et demande une loi pour contrer la jurisprudence Baby Loup[33].
- Le 26 mars 2013 toujours, plusieurs membres de l'UMP se prononcent également en faveur de l'adoption d'une loi. Éric Ciotti, élu UMP des Alpes-Maritimes écrit que « l'émergence de la visibilité religieuse au sein des entreprises peut parfois conduire à entraver le bon fonctionnement de l'entreprise et susciter de nombreuses tensions entre salariés » ; il propose d'inclure dans le Code du travail la possibilité pour un chef d'entreprise de « réglementer l'expression d'opinion, y compris religieuse, au sein de l'entreprise »[34]. Le député UMP Philippe Houillon propose de modifier le Code du travail. Le président du groupe UMP à l'Assemblée, Christian Jacob propose plusieurs pistes : cibler les crèches, « les missions de service public » ou le « règlement intérieur des entreprises privées ».[réf. nécessaire] François Fillon constate : « Selon nos lois, le principe de laïcité s'applique principalement aux institutions publiques » mais « depuis quelques années, on assiste à la montée en puissance de revendications relatives à l'expression religieuse dans les entreprises. Chacun le sait, chacun se tait »[35]. Pour lui, « la récente décision de la Cour de cassation concernant la crèche Baby Loup ne peut rester sans réponse » […] « À droite comme à gauche, des voix s'élèvent pour combler ce vide législatif et juridique qui ne peut qu'affaiblir l'esprit de tolérance et de modération qui est au cœur de la laïcité et du vivre ensemble ».
- Le 8 avril 2013, un Observatoire de la laïcité (dont la création est prévue depuis longtemps[36]) est mis en place par le président de la République François Hollande et le Premier ministre Jean-Marc Ayrault. À l'occasion de son discours, le président de la République François Hollande demande à l'observatoire de « faire des propositions » sur « la définition et l’encadrement de la laïcité dans les structures privées qui assurent une mission d’accueil des enfants » et « d'apaiser le pays » sur ces questions[37],[38].
- Le 24 avril 2013, une proposition de loi « relative au respect de la neutralité religieuse dans les entreprises et les associations » est déposée par des députés UMP à l'Assemblée Nationale. La proposition vise à introduire dans le code du travail un texte ainsi rédigé: « Sont légitimes, dès lors qu’elles sont justifiées par la neutralité requise dans le cadre des relations avec le public ou par le bon fonctionnement de l’entreprise et proportionnées au but recherché, des restrictions visant à réglementer le port de signes et les pratiques manifestant une appartenance religieuse. »[39].
- Le 25 mai 2013, le ministre de l'Intérieur Manuel Valls remet la médaille du Mérite à Mme Natalia Baleato, la fondatrice et directrice de la crèche Baby Loup, et réaffirme son soutien à l'association. Il déclare à cette occasion: « Chère Madame, la Justice vous déboute, mais moi Ministre je vous récompense et vous félicite… »[40]. Cependant, lui-même évoque, dans deux entretiens au journaux Réforme et La Vie, la nécessité d'une grande prudence sur toute réforme législative au sujet de la laïcité.[réf. nécessaire]
- Le 6 juin 2013, la proposition de loi « relative au respect de la neutralité religieuse dans les entreprises et les associations » est rejetée par l'Assemblée nationale[38].
- Le 25 juin 2013, le président de l'Observatoire de la laïcité Jean-Louis Bianco et le rapporteur général Nicolas Cadène remettent au Gouvernement[41] leur premier rapport d'étape. Il en ressort que les « atteintes à la laïcité ont peut-être été surestimées »[42], qu'il est nécessaire de « diffuser des guides »[43] expliquant ce qui est permis ou non en la matière, et qu'il ne faut pas faire de la laïcité « un mot-valise pour des problèmes qui relèvent d'abord de l'intégration ou de politiques économiques et sociales »[44]. Le traitement médiatique du sujet est également évoqué : il ne doit pas être « passionné »[45],[46].
- Le 15 octobre 2013, l'Observatoire de la laïcité rend son avis sur la définition et l'encadrement du fait religieux dans les structures privées qui assurent une mission d'accueil des enfants. Il en ressort que le droit positif suffit à régler ce type de problématiques mais qu'il est « profondément méconnu », que « la problématique posée dans le cas d’espèce recouvre des champs divers et complexes », la nécessité de « dicter une circulaire interministérielle explicitant la jurisprudence de la Cour de cassation et rappelant clairement, à destination de tous les acteurs concernés, ce que le droit positif permet et ne permet pas selon la catégorie juridique à laquelle appartient le gestionnaire », le besoin d'élaborer des "guides" pratiques aidant les acteurs de terrain (ce que l'Observatoire de la laïcité fera dès début 2014[47]), et la nécessité « d’encourager l’offre publique d’accueil de la petite-enfance »[48].

#### Réactions médiatiques
- Le rapport d'étape remis par l'Observatoire de la laïcité est reçu positivement par le site communautaire Saphir News : « Avec son rapport d'étape publié le 25 juin [2013], l'Observatoire de la laïcité semble vouloir jouer la carte de l'apaisement auprès des musulmans en France en éloignant, pour le moment, la perspective d'une nouvelle loi contre les signes religieux dans les crèches privées »[49].[pertinence contestée]
- Le magazine Marianne critique le « rapport d'étape » de l'Observatoire de la laïcité, en ce que ce dernier considère que « la loi de 1905 et celles qui l’ont suivie et complétée, ainsi que les jurisprudences de la Cour européenne des droits de l’Homme, du Conseil constitutionnel, du Conseil d’Etat et de la Cour de cassation donnent déjà un certain nombre de réponses précises [sur la question de la laïcité] ». Comparant l'arrêt de cassation rendu par la Cour de cassation dans l'affaire Baby Loup[50] et l'arrêt de rejet rendu par cette même juridiction le même jour dans une affaire similaire concernant une salariée de caisse primaire d'assurance maladie[51], le magazine Marianne estime au contraire que la jurisprudence de la Cour de cassation est « floue » et que la différence de traitement juridique entre les deux affaires est « absurde »[52]. À l'opposé, le journal Les Echos considère que cette jurisprudence « s'explique » et que la différence de traitement est « justifiée »[53]
- Alain Finkielkraut estime, dans cette affaire, qu'à l'intérieur de la gauche le courant « utopiste » de Jean-Louis Bianco a triomphé face aux partisans d'une laïcité plus ferme tels Élisabeth Badinter ou Manuel Valls. Ce courant ne veut pas voir, d'après le philosophe, les problèmes avec l'islam en France, et il laisse la voie libre à Marine Le Pen qui apparaît comme la seule à défendre la laïcité[54].
- Jeannette Bougrab, présidente de la Halde d'avril à novembre 2010, a vigoureusement défendu la crèche lors du premier procès. Elle estime que la décision de la Cour de cassation est un drame. La chambre sociale renvoie les parties devant la cour d'appel de Paris, mais entre-temps la crèche va fermer parce qu'elle est devenue ingérable : la plaignante réclame 100 000 euros, ce qui est impossible pour une crèche associative. Du coup, des familles, souvent monoparentales, vont se retrouver sans mode de garde. Les mamans de Baby Loup sont souvent des femmes de ménage, des policières… Plus généralement, Jeannette Bougrab considère que Chanteloup-les-Vignes est un territoire perdu de la République et qu'à la place de Baby Loup, on y voit apparaître des crèches coraniques.[réf. nécessaire] Jeannette Bougrab déclare : « La gauche laïque n'existe plus. Il n'y a que des individus isolés, aujourd'hui menacés en France, qui défendent la laïcité. En première instance pour Baby Loup, il y avait le Catalan Manuel Valls, la Juive d'Europe de l'Est Élisabeth Badinter et moi, la fille de harki musulman. C'était bizarre que nous soyons les trois personnalités présentes pour défendre le principe de laïcité. Les Français de souche catholiques ont en réalité abandonné ce principe. Les premiers coupables, c'est la République, c'est la France, ce sont les autorités de l'État, les élites françaises, qui ont une espèce de culpabilité postcoloniale et qui nous considèrent comme inférieurs, d'où le différentialisme culturel ambiant. » Selon elle, cette affaire dépasse largement le problème de Baby Loup et nous assisterions au changement du pacte social qui est la base de la société française : « ce qui s'est passé ces dernières années, c'est qu'il y a eu un nouveau pacte social. Le contrat social a été réécrit, sans consentement éclairé, il a été fait par consentement tacite et non pas explicite de la société. Nous sommes dans un système communautariste à l'anglo-saxonne. »[réf. nécessaire]
- Selon un sondage BVA pour iTélé-CQFD du 19 octobre 2013, 87 % des personnes interrogées sont en accord avec la position de la crèche Baby-Loup[55]

### Situation de la crèche pendant et après l'affaire
À la suite de l'arrêt de cassation de la chambre sociale de la Cour de cassation de 2013, la crèche affirme que sa situation s'est dégradée. Elle affirme que la tension monte entre certains parents et la direction de la crèche. L'association décrit une « irritation latente » des familles qui, de plus en plus, expriment des exigences liées à la religion. Afin d'échapper aux « pressions » qu'elle affirme subir, la crèche décide, à la fin de l'année 2013, de quitter Chanteloup-les-Vignes où elle était implantée depuis 12 ans. Elle rouvre dans la ville voisine de Conflans-Sainte-Honorine en mars 2014,.
En septembre 2014, la crèche est menacée de fermeture pour des raisons financières.
Mais grâce à des subventions émanant de la réserve parlementaire de la députée Valérie Pécresse, la situation s'est améliorée.

## Incidence sur la législation
À l'été 2016, un nouvel article est introduit dans le Code du travail autorisant les entreprises à inscrire le principe de neutralité issu du droit du service public dans leur règlement intérieur. Ces dispositions sont issues de l'amendement à la loi travail déposé par la sénatrice PRG Françoise Laborde.

## Adaptation en fiction
En février 2023, l'auteur François Hien monte une pièce de théâtre librement inspiré de l'affaire Baby-Loup, mise en scène collectivement avec les comédiennes : La crèche, mécanique d'un conflit, jouée au TNP à Villeurbanne, puis dans une version légèrement modifiée au Théâtre Gérard-Philipe à Saint-Denis,.